# Budovatelský román
Budovatelský román je žánrový typ románu, vzniklý v sovětském Rusku ve dvacátých letech 20. století. Je to próza poznamenaná režimem schematismu (byly psány podle určité šablony, postavy jsou přesně rozděleny na špatné a dobré).  Tematicky často pojednávají o poválečném budování silnic, železnic, přehrad a továren.
Budovatelské romány měly za cíl oslovit co nejširší vrstvy společnosti, a proto v nich nemohl být prostor pro složitější a komplexnější dějovou linii, či nejednoznačně vymezené hlavní hrdiny. Hlavní hrdinové budovatelských (či výrobních) románů jsou většinou komunisté či mládežníci (svazáci, komsomolci) pracující na velkolepém díle; proti nim stojí záškodníci z řad příslušníků předrevolučního politického systému... apod. V 50. letech nesměla v budovatelských románech chybět postava kolísavého intelektuála (např. Občan Brych); ten se obvykle v závěru díla zařadí na „správnou stranu barikády“.
V českém prostředí, jež bylo na rozdíl od sovětského prosto velkolepých staveb – kde byla zřizována alespoň základní infrastruktura, se vhodným tématem stalo osídlování pohraničí po vysídlení sudetských Němců. Budovatelský román se stal hlavním žánrem i v dalších zemích východní Evropy, která se dostala pod vliv SSSR. Je klíčovým například i pro období let 1944–1956 v bulharské literatuře. Naopak se s ním téměř nelze setkat v literatuře jugoslávské, která se – stejně jako celá země – vymanila ze sovětského vlivu již v roce 1948 a o čtyři roky později se tamní literatura začala ubírat zcela jiným směrem, než tomu bylo v případě dalších východoevropských zemí.
Ústup od budovatelského románu přinesl především v zemích východního bloku konec stalinismu a odsouzení kultu osobnosti příslušnými komunistickými politickými stranami.

## Vybraní čeští představitelé
- Jan Otčenášek – Plným krokem (1952)
- Václav Řezáč – Nástup (1951), Bitva (1954)

## Sovětský svaz, dva příklady
Alexandr Borisovič Čakovskij (1913–1994) obdržel v roce 1949 rozhodnutím rady ministrů SSSR Stalinovu cenu třetího stupně za budovatelský román „U nás už je ráno“. V češtině tento román vyšel v roce 1952 v „knižnici románů doby (ROD)“, „vydavatelstvo ROH Práce“ a náklad členského vydání činil 65 750 výtisků.
Jednou z prvních, do češtiny přeložených knih byla „Rodí se město“ od Oleksandra Ivanoviče Kopylenka (1900–1958). Vyšla v roce 1949 v nákladu pouhých 20 000 kusů. Vzorní pracovníci z řad budovatelů a úderníků byly (kromě odznaků a vlaječek) odměńování i sovětskými budovatelskými romány s věnováním příslušných závodních složek ROH. 